# Megascops roboratus
Megascops roboratus là một loài chim trong họ Strigidae.